# Нобл, Бобби
Ро́берт Нобл (англ. Robert Noble; 18 декабря 1945, Стокпорт — 22 августа 2023), более известный как Бо́бби Нобл (англ. Bobby Noble) — английский футболист, выступавший на позиции защитника. Чемпион Англии 1967 года в составе «Манчестер Юнайтед». Рано завершил игровую карьеру из-за травм, полученных в автомобильной аварии.

## Карьера
Бобби родился в Реддише, Стокпорт. В июне 1961 года перешёл в Академию «Манчестер Юнайтед», а в декабре 1962 года подписал с клубом профессиональный контракт. Дебютировал в основном составе «Юнайтед» 9 апреля 1966 года в матче против «Лестер Сити». В сезоне 1966/67 сыграл 29 игр в чемпионате и помог «Манчестер Юнайтед» завоевать чемпионский титул. Свой последний матч в профессиональной карьере провёл 22 апреля 1967 года, сыграв на выезде против «Сандерленда». Вскоре после этого он попал в автокатастрофу и получил серьёзные травмы. Он долгое время пытался восстановиться и вернуться к игре, но это не увенчалось успехом, и в 1970 году Бобби принял решение о завершении карьеры.

## Статистика выступлений
| Клуб              | Сезон            | Лига | Лига | Кубок Англии | Кубок Англии | Итого | Итого |
| Клуб              | Сезон            | Игры | Голы | Игры         | Голы         | Игры  | Голы  |
| ----------------- | ---------------- | ---- | ---- | ------------ | ------------ | ----- | ----- |
| Манчестер Юнайтед | 1965/66          | 2    | 0    | 0            | 0            | 2     | 0     |
| Манчестер Юнайтед | 1966/67          | 29   | 0    | 2            | 0            | 31    | 0     |
| Всего за карьеру  | Всего за карьеру | 31   | 0    | 2            | 0            | 33    | 0     |

## Достижения
- Чемпион Первого дивизиона: 1966/67